# Бластодерма

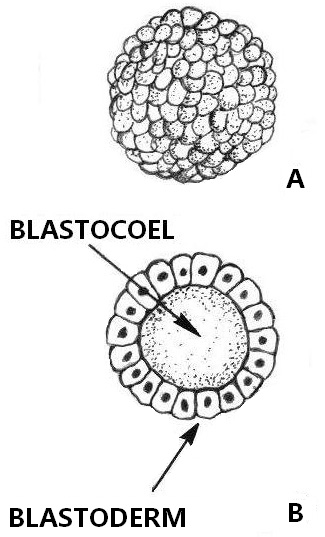

Бластодерма (др.-греч. βλαστός — росток, зародыш + δέρμα — кожа, слой) — слой ядер, а позднее клеток, из которых состоит зародыш многоклеточных животных с неполным дроблением на стадии бластулы.
Термин уже с 1817 года употреблял эмбриолог, палеонтолог, анатом, биолог Христиан Иванович Пандер (1794—1865), обозначавший им зародышевый диск куриного яйца в начальном периоде инкубации.
Зигота животных с макролецитальными (многожелтковыми) яйцами (птицы, рептилии, большинство насекомых и др.) делится, формируя бластодерму, которая при дискоидальном дроблении постепенно распространяется вокруг желтка и формирует эмбрион. Бластодерма позвоночных подразделяется на два слоя — эпибласта (верхний слой) и гипобласта (нижний слой). При поверхностном дроблении насекомых сначала многократно делится ядро зиготы, и образовавшиеся ядра перемещаются к поверхности яйца (стадия синцитиальной бластодермы). Затем между ядрами образуются перегородки из впячиваний внешней мембраны, ядра обособляются друг от друга и от массы желтка, формируя клеточную бластодерму.